# Placentophoraceae
Placentophoraceae, nova porodica crvenih algi u koju su uključeni monotipski rod Placentophora koji je izdvojen iz porodice Solieriaceae) s Novog Zelanda i Callophycus (nekada u incertae sedis). Pripada redu Gigartinales. 
. 

## Rodovi
1. Callophycus Trevisan
2. Placentophora Kraft